# Point of No Return
Point of No Return es una película de 1993 de acción filmada por John Badham y protagonizada por Bridget Fonda. Es una versión de la película de 1990 por Luc Besson, Nikita.

## Reparto
| Actor            | Personaje                                  |
| ---------------- | ------------------------------------------ |
| Bridget Fonda    | Maggie Hayward / Claudia Anne Doran / Nina |
| Gabriel Byrne    | Bob                                        |
| Miguel Ferrer    | Kaufman                                    |
| Dermot Mulroney  | J.P.                                       |
| Anne Bancroft    | Amanda                                     |
| Harvey Keitel    | Víctor                                     |
| Olivia d'Abo     | Angela                                     |
| Richard Romanus  | Fahd Bakhtiar                              |
| Geoffrey Lewis   | Propietario de tienda                      |
| Michael Rapaport | Big Stan                                   |
| John Badham      | Mesero de habitación                       |

## Taquilla
La película debutó en el número 2 en la taquilla.